# HD 15385
HD 15385，又名BD+22 354，SAO 75398、HR 723，是一颗恒星，视星等为6.19，位于銀經150.24，銀緯-34.16，其B1900.0坐标为赤經2h 23m 31.4s，赤緯+23° -34.16′ 21″。